# Ludopatía
La ludopatía es un trastorno de orden psicológico que lleva a la persona a jugar y apostar repetidamente en un casino u otro sistema de apuestas, afectando de forma negativa a la vida personal, familiar y vocacional.También se aplica a la adicción patológica a los juegos electrónicos en general. Aunque en anteriores ediciones del manual diagnóstico DSM había sido clasificado como un trastorno del control de los impulsos, ha sido conceptualizado y tratado como una adicción sin sustancia, hasta que en el DSM-V ha sido incluido finalmente dentro de la categoría de "Trastornos relacionados con sustancias y trastornos adictivos".
El juego patológico se clasifica en el DSM-IV-R en trastornos del control de los impulsos, que también incluyen la cleptomanía, piromanía y tricotilomanía, en los que estaría implicada la impulsividad, pero no presenta comorbilidad con dichos trastornos. Si bien el sistema DSM (III, III-R y IV1) y la CIE-10 incluye este trastorno entre las alteraciones debidas a un bajo control de los impulsos, lo cierto es que los criterios diagnósticos operativos DSM tienen exactamente el mismo diseño que el de las adicciones a sustancias, lo que muestra la concepción subyacente para la enfermedad en ese sistema: se trata de un problema adictivo "sin sustancia" incluido en un apartado diferente al suyo.
La ludopatía se caracteriza por la  dificultad para controlar los impulsos. Tiende a manifestarse en la práctica compulsiva de uno o más juegos de azar. Puede afectar la vida diaria del adicto, de tal forma que la familia, el sexo o incluso la alimentación pasa a ser algo secundario. Por ello, no se le debe de confundir con un vicio, ya que la ludopatía es una grave enfermedad crónica, una adicción.
Además de afectar a nivel individual y familiar, también afecta a nivel social disminuyendo el tiempo para otras actividades y a nivel laboral produciéndose un desprestigio profesional y la posible pérdida de empleo.

## Clasificación de la APA
El juego patológico fue reconocido oficialmente como entidad nosológica de salud mental en el año 1980 cuando la Sociedad Americana de Psicología (APA) lo incluye por primera vez como trastorno en el Manual Diagnóstico y Estadístico de los Trastornos Mentales, en su tercera edición (DSM-III).
1. Preocupación. El sujeto tiene pensamientos frecuentes sobre experiencias relacionadas con el juego, ya sean presentes, pasadas o producto de la fantasía.
2. Tolerancia. Como en el caso de la tolerancia a las drogas, el sujeto requiere apuestas mayores o más frecuentes para experimentar la misma emoción.
3. Abstinencia. Inquietud o irritabilidad asociada con los intentos de dejar o reducir el juego.
4. Evasión. El sujeto juega para mejorar su estado de ánimo o evadirse de los problemas.
5. Revancha. El sujeto intenta recuperar las pérdidas del juego con más juego.
6. Mentiras. El sujeto intenta ocultar las cantidades destinadas al juego mintiendo a su familia, amigos o terapeutas.
7. Pérdida del control. La persona ha intentado sin éxito reducir el juego.
8. Actos ilegales. La persona ha violado la ley para obtener dinero para el juego o recuperar las pérdidas.
9. Arriesgar relaciones significativas. La persona continúa jugando a pesar de que ello suponga arriesgar o perder una relación, empleo u otra oportunidad significativa.
10. Recursos ajenos. La persona recurre a la familia, amigos o a terceros para obtener asistencia financiera como consecuencia del juego.

## Fases
Según Becoña, las fases de la adicción son tres:
1. Etapa dorada: el jugador es más consciente de lo que gana que de lo que gasta.
2. Etapa de desesperación: el jugador se percata de lo perdido.
3. Etapa de aceptación: el jugador toma conciencia de su problema.

### Base biológica
De acuerdo con el Illinois Institute for Addiction Recovery, las últimas evidencias indican que el juego patológico es una adicción similar a las químicas. Se ha visto que algunos jugadores patológicos tienen menores niveles de norepinefrina que los jugadores normales.
De acuerdo con un estudio dirigido por Alec Roy, M.D., antiguo miembro del National Institute on Alcohol Abuse and Alcoholism, la norepinefrina se secreta en condiciones de estrés o amenaza, de modo que los jugadores patológicos juegan para elevar sus niveles.
Abundando en esto, de acuerdo con un informe de la Harvard Medical School Division on Addictions se generó un experimento en el que a los sujetos se les presentaban situaciones en las que podían ganar o perder en un entorno que simulaba un casino. Las reacciones de los sujetos se medían utilizando RMNf, una técnica de neuroimagen muy similar a la Resonancia magnética nuclear. Y de acuerdo con el doctor Hans Breiter, codirector del Centro de neurociencia de la motivación y la emoción del Hospital General de Massachusetts, las "recompensas en metálico en un ambiente que reproduce un ambiente de juego produce una activación cerebral muy similar a la que se observa en un adicto a la cocaína recibiendo una dosis."
Las deficiencias de serotonina también pueden contribuir a una conducta compulsiva, lo cual incluye una adicción al juego.

### Relación con otros problemas
A medida que se acumulan las deudas, los afectados pueden recurrir a "soluciones" desesperadas para conseguir dinero con el fin de recuperarlo a través del juego, como pequeños hurtos, o pedir nuevos créditos para tapar las deudas más difíciles de ocultar. La existencia del hecho delictivo depende de las circunstancias facilitadoras del medio para cometerlo y de la personalidad base del afectado.
Como consecuencia de la enfermedad, el afectado puede tener depresión, ansiedad, ataques cardíacos (consecuencia del estrés), puede tener ideaciones suicidas por desesperación si no recibe tratamiento.
Por otro lado un número considerable de afectados tiene trastorno por déficit de atención con hiperactividad (TDAH).
También se sabe que algunos antiparkinsonianos pueden provocar ludopatía.[cita requerida]
En un estudio de 1991 sobre relaciones en varones estadounidenses se encontró que el 10 % de los jugadores compulsivos se habían casado tres veces o más. Solo el 2 % de los no jugadores se habían casado más de dos veces.

## Factores que influyen en la ludopatía
Algunos de los factores que pueden predisponer a los jóvenes a la adicción incluyen rasgos de personalidad como la impulsividad, además de otros trastornos mentales o adicciones. 
Se ha observado que la adicción se asocia con la búsqueda de ganancias económicas, por otro lado también se puede contribuir al desarrollo y mantenimiento de la adicción al juego en los jóvenes y es importante tenerlos en cuenta. 
En caso de que un adolescente presente estas características o se encuentre en un entorno similar al descrito previamente, es importante promover conductas saludables en el intento de evitar una adicción.
La impulsividad juega un papel significativo en la adicción al juego en los jóvenes y adolescentes. Se ha observado que los jóvenes con alta impulsividad tienden a estar en mayor riesgo de desarrollar adicción al juego, ya que la impulsividad puede predisponer a conductas apresuradas e improvisadas relacionadas con el mismo.

## Prevalencia
Un estudio de la Comisión para el juego del Reino Unido, el "British Gambling Prevalence Survey 2007", concluyó que aproximadamente el 0.6% de la población adulta tenía problemas con el juego, el mismo porcentaje que en 1999. La mayor prevalencia de la ludopatía se encontró entre los participantes en apuestas por diferencias (14.7%), Terminales de apuestas fijas e intercambio de apuestas (11.2%)
En el metaanálisis de Shaffer y Hall en 1996 sobre la prevalencia del juego patológico entre adolescentes (de 13 a 20 años) la media estimada para el juego patológico o para graves problemas con el juego oscilaba entre el 4.4% y el 7.4%.
El conocimiento científico disponible parece indicar que la ludopatía es una tendencia interna y que los ludópatas tienden a arriesgar dinero en cualquier juego disponible, más que en uno en particular, generando ludopatía en otros individuos que, de otro modo, serían "normales". No obstante, las investigaciones también indican que los ludópatas en juegos de desarrollo rápido. Por ello es mucho más probable que pierdan dinero en la ruleta, blackjack, craps, póquer, apuestas deportivas o en una máquina tragamonedas, en el que los ciclos terminan rápido y existe una constante tentación de jugar una y otra vez o aumentar las apuestas, en oposición a las loterías nacionales, en las que el jugador debe esperar hasta el próximo sorteo para ver los resultados.
Henry Lesieur, un psicólogo del programa de tramiento para jugadores del Hospital de Rhode Island afirma que el 30 por ciento de los beneficios de las máquinas de juego proceden de ludópatas.
Se ha implicado a los agonistas de la dopamina, en particular el pramipexol (Mirapex) en el desarrollo del juego compulsivo y de otros patrones de conducta con excesos.

### Argentina
Para Isabel Sánchez Sosa, coordinadora de la Asociación de Jugadores Compulsivos de Argentina, "en el país la ludopatía está creciendo muchísimo porque la oferta es impresionante" y en ese sentido aseveró que la presencia de los bingos es una cuestión común en todos los barrios. En la provincia de Buenos Aires existen 46 bingos. El 17 de febrero de cada año se conmemora el Día Internacional del Juego Responsable, un programa fundado en 2008 por la Asociación Europea de Apuestas y Juegos de Azar (EGBA), con el apoyo de la Unesco.

### Colombia
En Colombia, el psiquiatra Pablo Rodríguez afirma que la ludopatía puede destruir a una persona tanto como el alcoholismo y la drogadicción. Relató muchos casos en que personas perdieron hogares, automóviles, empresas, además de los familiares y amigos. "La ludopatía es una adicción sin fondo. Se puede caer más y más y más". A veces, en los casos extremos, se requiere que el paciente sea internado y medicado. En la mayoría de los casos funcionan los tratamientos ambulatorios, las consultas semanales, las reuniones con Jugadores Anónimos, el afecto pero también la firmeza: la familia no debe pagarle las deudas a un ludópata."

### Chile
En Chile, Estudio de la U. de Santiago y la Corporación de Juego Responsable dice que el 2,4 % de los jugadores en el país son patológicos y que el 80 % de los ludópatas en Chile son mujeres. A su vez, el 35,2% de este tipo de jugadores se encuentra en el estrato etario que oscila entre 31 a 40 años. Daniel Martínez, psiquiatra y director de Buenas Prácticas de Juego Responsable de la CJR, aclara que los hombres prefieren los juegos de azar y casinos, relacionado al deseo de competencia. En las mujeres, en cambio, se da una mayor atracción a las máquinas tragamonedas, lo que aumenta el porcentaje de mujeres con patologías. "Ellas juegan como una forma de desconectarse de sus emociones. Además, muchas han vivido en función de los hijos y crianza, y cuando los hijos se van se quedan sin actividades y encuentran en el juego una forma de disfrutar y entretenerse. Es una característica del juego el desconectarse rápidamente".

### España
En España, más de medio millón de personas padecen de ludopatía. Desde que se aprobara la Ley de Regulación del Juego en 2011, el número de casinos y casas de apuestas –en línea especialmente- ha aumentado exponencialmente. Este se ha producido debido al incremento de usuarios, pero también al bajo coste que supone mantener un casino o una casa de apuestas online, si lo comparamos con uno real. Además, el problema de las máquinas tragaperras parece haber pasado a un segundo plano y el juego online le ha ganado terreno siendo actualmente la segunda causa más frecuente de ludopatía.

### México
Lizbeth García Quevedo, directora de la Coordinación con Entidades Federativas (CONADIC), habló de la ludopatía como una fuerte adicción en México: "Tiene conductas muy similares, por eso algunos expertos lo consideran una adicción porque se parece en las conductas, en los orígenes, algunos factores de riesgo que pueden disparar juego patológico, también pueden disparar consumo de drogas". En México podría haber entre uno y tres millones de personas adictas al juego. "Que estén al pendiente de que están haciendo sus hijos, y que por el otro lado motiven el juego pro activo, el juego sano", comentó Lizbeth García Quevedo. El documento de la Secretaría de Salud destaca que un estudio sobre juego patológico que analizó 46 estudios realizados en Canadá, Estados Unidos, Australia, Suecia, Noruega, Inglaterra, Suiza y España, reveló que la prevalencia de ludopatía es relativamente más elevada entre adolescentes, lo cual traza la continuidad del problema considerando que muchos jugadores patológicos declaran que comenzaron sus conductas de juego a temprana edad.

### Panamá
En Panamá, la adicción al juego ha crecido vertiginosamente en los últimos años, llegando a convertirse en un problema grave que afecta a cada vez más personas de numerosos sectores sociales, especialmente a los más pobres y a los adultos mayores. El doctor Carlos Smith, especialista en adicciones y coordinador del Centro de Estudios y Tratamiento de Adicciones, señaló que en un principio el juego de azar puede ser recreativo y placentero, pero posteriormente puede convertirse en una actividad que amenaza la integridad del sujeto que a largo plazo puede afectar su entorno socio-familiar y laboral.

### Perú
Según EsSalud, el número de enfermos sube un 33% cada año. 5% de las personas en Perú, están afectados. Aunque en Perú no existen datos certeros para graficar la dimensión del problema, todo indica que tiende a crecer. El Instituto Nacional de Salud Mental (INSM) calcula el 5% de la población de Lima Metropolitana tiene complicaciones asociadas a la ludopatía.
Según cifras del Seguro Social de Salud (EsSalud), la ludopatía en Perú crece a un ritmo de 33% cada año. Sin embargo, los números del INSM indican que el porcentaje puede ser mayor. En el primer semestre de este año, la entidad ha diagnosticado 72 nuevos casos de este trastorno.

### Uruguay
En Uruguay, el jugador compulsivo promedio tiene entre 40 y 55 años, revela un estudio. Una encuesta efectuada por la Dirección de Casinos, entre quienes han solicitado ayuda por la ludopatía, señala que el 86% de la enfermedad en la actualidad es causada por las máquinas tragamonedas (o máquinas de azar), seguido de manera lejana en un 10% por la ruleta. Con 1% se encuentran la quiniela, tómbola, 5 de Oro y carreras de caballos, y con 2% los juegos de cartas. Otro dato de importancia que ha arrojado la investigación, es que el 65% de los pacientes ludópatas presentan antecedentes de haberse criado con algún familiar que presentaba problemas con el juego.

### Venezuela
En Venezuela, en los últimos años, ha incrementado el índice de ludopatía, mayormente viéndose afectados las personas jóvenes, en apuestas deportivas denominadas parley y carreras de caballo. El psiquiatra César Sánchez Bello, aseguró que ha notado un incremento notable en personas enfermas al juego que van a consultas psiquiátricas por la adicción, en su mayoría por apuestas deportivas, superando a las personas que solicitan atención por adicción a las apuestas y juegos en casinos o bingos. También resaltó la importancia de prevenir que más personas caigan en la ludopatía, lo cual no solo afecta al paciente, sino al núcleo familiar, laboral y amistades.

## Evaluación
El instrumento más habitual para detectar una "probable conducta de juego patológico" es el South Oaks Gambling Screen (SOGS) desarrollado por Lesieur y Blume (1987) en el South Oaks Hospital de New York City. Este test es sin duda el instrumento más citado en la literatura científica psicológica. En estos últimos años el uso del SOGS ha decaído debido a las crecientes críticas, entre las que se encuentran las que afirman que sobreestima los falsos positivos.
Los criterios diagnósticos del DSM-IV son una alternativa al SOGS, y se centran en las motivaciones psicológicas subyacentes al problema del juego, y fueron desarrolladas por la American Psychiatric Association. Se compone de diez criterios diagnósticos. Una prueba basada en los criterios del DSM-IV criteria es el National Opinion Research Center DSM Screen for Gambling Problems (NODS). Esta medición es utilizada con bastante frecuencia. El Canadian Problem Gambling Severity Index (PGSI) es otro instrumento de evaluación PGSI se centra en los daños y consecuencias asociadas con la ludopatía.

## Tratamiento del juego patológico
Existen una gran variedad de tratamientos para el juego patológico que incluyen el consejo, los grupos de autoayuda y la medicación psiquiátrica. Sin embargo, no se considera que ninguno de estos tratamientos sea el más eficaz, y no se ha aprobado ninguna medicación por parte de la FDA para el tratamiento del juego patológico.
Jugadores anónimos es un tratamiento comúnmente utilizado para la ludopatía. Modelado con base en el tratamiento de Alcohólicos Anónimos, utiliza un modelo en 12 pasos que hace hincapié en un enfoque de ayuda mutua.
Se ha visto que un enfoque, la terapia cognitivo-conductual reduce los síntomas y las urgencias relacionadas con el juego. Este tipo de terapia se centra en la identificación de los procesos mentales relacionados con el juego, las distorsiones cognitivas y del ánimo que incrementan la vulnerabilidad al juego incontrolado. Además, esta terapia utiliza técnicas de adquisición de competencias orientadas a la prevención de las recaídas, asertividad y rechazo del juego, resolución de problemas y refuerzo de las actividades e intereses inconsistentes con el juego. 
Existen evidencias de que la paroxetina es eficiente en el tratamiento del juego patológico. Además, para pacientes que sufren la comorbilidad del trastorno bipolar y el juego patológico, la administración continuada de litio se ha mostrado eficaz en ensayos preliminares. El fármaco antagonista de los opiáceos conocido como malmefeno también ha resultado exitoso en los ensayos para el tratamiento del juego compulsivo.
La familia también juega un papel importante en el tratamiento, antes de todo ayuda a construir la motivación del paciente, que no es en absoluto previsible. La primera fase de la cura de hecho es preparatoria: se intenta cuantificar la predisposición del paciente para cambiar y para comenzar el tratamiento.

La terapia de grupo, en particular la terapia cognitivo-conductual, que se centra en identificar y cambiar patrones de pensamiento y comportamiento relacionados con el juego compulsivo, ha demostrado ser una herramienta efectiva para tratar la ludopatía en adolescentes. Según un psiquiatra del Departamento de Psicobiología y Metodología en Ciencias del Comportamiento, la terapia de grupo se ofrece para adolescentes y adultos, con una orientación clara hacia la terapia cognitivo-conductual, que enseña técnicas para el manejo de la ansiedad, la depresión, la ira, habilidades sociales y la prevención de recaídas.
Apuesta por el futuro Además, psiquiatras de hospitales pioneros en la lucha contra la ludopatía afirman que el 70% de los pacientes jóvenes supera su trastorno con la terapia, mientras que el 30% sufre recaídas y abandonos. Por lo tanto, la terapia de grupo, en combinación con el seguimiento individual, es una estrategia comúnmente utilizada para tratar la ludopatía en adolescentes. 
Otras terapias populares actualmente entre los más jóvenes son aquellas que involucran a la familia en el proceso de recuperación, abordando dinámicas familiares disfuncionales y fortaleciendo el apoyo social. En resumen, la ludopatía puede tener efectos perjudiciales en el desarrollo de la juventud, pero con el tratamiento adecuado, que incluya terapias como la TCC, terapia familiar y apoyo grupal, es posible abordar esta adicción y promover un desarrollo saludable en los jóvenes afectados.

## En la cultura popular
En la ficción, Dostoievski escribió la obra El jugador, en parte autobiográfica. En el psicoanálisis, Sigmund Freud escribió un ensayo basado en esta obra.
En el arte, Michelangelo Merisi da Caravaggio en 1594 realizó su obra Jugadores de cartas.
En la serie de televisión estadounidense How I Met Your Mother se comenta numerosas veces la ludopatía de uno de sus protagonistas principales, Barney Stinson.
En la serie de televisión estadounidense Los Simpson el personaje de Marge Simpson sufre de algunos trastornos, entre ellos el más destacado es la ludopatía que se ve claramente en el capítulo «$pringfield (or, How I Learned to Stop Worrying and Love Legalized Gambling)» de la temporada 5, cuando el Sr. Burns abre un casino en Springfield.
En la octava temporada de la serie de televisión española Cuéntame cómo pasó, el personaje Antonio Alcántara queda atrapado en el juego del póker y, como consecuencia, llega a deber la cantidad aproximada de 300.000 pesetas de la época. Para zanjar la deuda, recurrirá a su hermano Miguel, quien le dará un dinero ganado por la venta de unas tierras del pueblo. Finalmente salda la deuda en el capítulo 139 pero, aun así, la relación con su mujer Mercedes queda afectada.
En el videojuego Left 4 Dead 2 uno de los personajes principales, Nick, es un ludópata que estaba arrestado en prisión por un delito de fraude relacionado al juego.
En el programa infantil chileno 31 minutos, el personaje Juan Carlos Bodoque es ludópata debido a su obsesión a apostar en las carreras de caballos, sobre todo a su yegua Tormenta China la cual nunca ha ganado.
En la película infantil estadounidense-canadiense Matilda, el personaje Zinnia Wormwood es ludópata porque está obsesionada con los juegos de azar y bingo, y por eso es una irresponsable ama de casa.
En la serie de anime Naruto y Naruto Shippūden, el personaje de Tsunade Senju es una ludópata, ya que tiene el vicio de apostar grandes sumas de dinero y donde también las pierde constantemente, lo que le vale el título de "La Legendaria Perdedora", pero más adelante se revela que ese vicio lo heredo a causa de su abuelo Hashirama Senju, ya que al ser su primera nieta, este la malcrió hasta tal grado que terminó heredando dicho problema, sin embargo si ella llega a ganar una apuesta, eso es que una catástrofe esta a punto de ocurrir.